# Sondra variabilis
Sondra variabilis là một loài nhện trong họ Salticidae.
Loài này thuộc chi Sondra. Sondra variabilis được Fred R. Wanless miêu tả năm 1988.